# Experiência de Luria-Delbrück
A experiência de Luria-Delbrück (1943) demonstra que, em bactérias, as mutações genéticas ocorrem na ausência de selecção natural, ao invés de serem uma resposta à selecção. Como tal, a teoria de selecção natural de Charles Darwin actuando em mutações aleatórias aplica-se a bactérias assim como a organismos mais complexos. Max Delbrück e Salvador Luria ganharam o Nobel de Fisiologia ou Medicina em parte devido a este trabalho.
Na sua experiência, Luria e Delbrück inocularam um pequeno número de bactérias em vários tubos de cultura. Após um período de crescimento, colocaram em várias placas de agar contendo bacteriófagos, iguais volumes destas culturas. Se a resistência ao vírus fosse causada por activação espontânea em bactérias, isto é, se a resistência não fosse devida a componentes genéticos herdados, então cada placa deveria conter aproximadamente o mesmo número de colónias resistentes. Isto, no entanto, não foi o que Delbrück e Luria encontraram. Em vez disso, o número de colónias reistentes em cada placa variaram drasticamente.
Luria e Delbrück propuseram que estes resultados podiam se explicados pela ocorrência de uma taxa constante de mutações aleatórias em cada geração de bactérias a crescer nos tubos iniciais de cultura. Com base nestas assumpções, Delbrück derivou uma distribuição de probabilidade que dá a relação entre momentos com os valores obtidos experimentalmente. A distribuição que segue da hipótese de adaptação direccionada (uma distribuição de Poisson) predizia momentos inconsistentes com os dados. Como tal, a conclusão era que as mutações em bactérias, como em outro organismo, são aleatórias em vez de direccionadas.
Os resultados de Luria e Delbrück foram confirmados de uma forma menos quantitativa por Newcombe. Newcombe incubou bactérias em placas de Petri por algumas horas, e depois repicou estas placas em placas novas, as quais continham bacteriófagos. A primeira placa não sofreu espalhamento, isto é, as células bacterianas apresentavam um manto compacto que não permitia buscar colônicas isoladas, mas a segunda sim.
Caso houvesse células resistentes na cultura celular antes do contato  com os vírus, seria de esperar que estas células formassem novas colónias resistentes nas placas com espalhamento. E justamente na região do espalhamento poderiam encontrados números mais elevados de bactérias resistentes. Quando ambas as placas foram encubadas para crescimento, existiam valores tão elevados como 50 vezes mais colónias de bactérias no disco com espalhamento. Isto mostrou que as mutações bacterianas relativas a resistência viral tinham ocorrido de maneira aleatória durante a primeira incubação. Uma vez mais, as mutações ocorreram antes de a selecção ser aplicada.
Mais recentemente, os resultados de Luria e Delbrück foral questionados por Cairns e outros, que estudaram mutações no metabolismo de açúcares como forma de estresse ambiental. No entanto, eventualmente este resultado teria sido causado pela selecção para amplificação genética e/ou taxa de mutação mais elevada em células incapazes de se dividirem. Não obstante, não existe ainda evidência para adaptação direccionada, pois apenas as mutações que permitem às células responder a estresse ambiental podem se acumular numa população em crescimento.